# Höfa
Koordinaten: 48° 19′ N, 11° 11′ O
Höfa ist ein Gemeindeteil der Gemeinde Odelzhausen im Landkreis Dachau (Bayern).

## Geographie
Das Dorf Höfa befindet sich etwa einen Kilometer nordwestlich von Odelzhausen nahe der Bundesautobahn 8.

## Geschichte
Die mit dem Gemeindeedikt von 1818 gebildete Gemeinde Höfa mit Hadersried und Miegersbach wurde am 1. Mai 1978 nach Odelzhausen eingemeindet.